# NGC 5459
NGC 5459 (również PGC 50215 lub UGC 9005) – galaktyka soczewkowata (S0), znajdująca się w gwiazdozbiorze Wolarza. Odkrył ją Lewis A. Swift 23 marca 1887 roku.